# 大相撲平成27年5月場所
大相撲平成27年5月場所（おおずもうへいせい27ねん5がつばしょ）は、2015年5月10日から5月24日まで東京・両国国技館で開催された大相撲本場所。
幕内最高優勝は関脇・照ノ富士春雄（12勝3敗・初）。

## 番付・星取表
| 東       | 成績       | 結果     | 番付   | 西         | 成績      | 結果     |
| -------- | ---------- | -------- | ------ | ---------- | --------- | -------- |
| 白鵬     | 11勝4敗    | 優勝次点 | 横綱   | 日馬富士   | 11勝4敗   | 優勝次点 |
| 鶴竜     | 全休       |          | 横綱   |            |           |          |
| 稀勢の里 | 11勝4敗    | 優勝次点 | 大関   | 琴奨菊     | 6勝9敗    |          |
|          |            |          | 大関   | 豪栄道     | 8勝6敗1休 |          |
| 照ノ富士 | 12勝3敗    | 優勝     | 関脇   | 妙義龍     | 7勝8敗    |          |
| 栃煌山   | 8勝7敗     |          | 小結   | 逸ノ城     | 8勝7敗    |          |
| 宝富士   | 9勝6敗     |          | 前頭1  | 栃ノ心     | 9勝6敗    |          |
| 豊ノ島   | 4勝11敗    |          | 前頭2  | 安美錦     | 6勝9敗    |          |
| 佐田の海 | 8勝7敗     |          | 前頭3  | 大砂嵐     | 4勝4敗7休 |          |
| 千代鳳   | 0勝2敗13休 |          | 前頭4  | 德勝龍     | 6勝9敗    |          |
| 北太樹   | 4勝11敗    |          | 前頭5  | 玉鷲       | 6勝9敗    |          |
| 臥牙丸   | 7勝8敗     |          | 前頭6  | 碧山       | 9勝6敗    |          |
| 蒼国来   | 1勝4敗10休 |          | 前頭7  | 佐田の富士 | 6勝9敗    |          |
| 豪風     | 8勝7敗     |          | 前頭8  | 髙安       | 10勝5敗   |          |
| 誉富士   | 7勝8敗     |          | 前頭9  | 遠藤       | 6勝9敗    |          |
| 勢       | 10勝5敗    |          | 前頭10 | 隠岐の海   | 9勝6敗    |          |
| 魁聖     | 10勝5敗    |          | 前頭11 | 旭秀鵬     | 9勝6敗    |          |
| 荒鷲     | 2勝13敗    |          | 前頭12 | 豊響       | 6勝9敗    |          |
| 富士東   | 3勝12敗    |          | 前頭13 | 千代丸     | 3勝12敗   |          |
| 嘉風     | 10勝5敗    |          | 前頭14 | 旭天鵬     | 8勝7敗    |          |
| 常幸龍   | 5勝10敗    |          | 前頭15 | 琴勇輝     | 8勝7敗    |          |
| 貴ノ岩   | 7勝8敗     |          | 前頭16 | 阿夢露     | 9勝6敗    |          |

## 優勝争い
幕内最高優勝　照ノ富士　12勝3敗（初）
先場所6連覇を果たした横綱白鵬は、前人未到の2度目の7連覇をかけてこの場所に臨むも、初日に逸ノ城の小手投げにあっさり手をつき、まさかの黒星スタートとなる。一方の横綱日馬富士も、4日目の佐田の海戦、9日目玉鷲戦、10日目臥牙丸戦で計3つの初金星を配給するなど取りこぼしが散見されたが、千秋楽に白鵬を破って弟弟子の援護射撃という、先場所果たせなかった大役を果たした。
白鵬の初日黒星によって久々に混沌としてきた優勝争いは、10日目時点で1敗の白鵬と魁聖を4力士が追うという展開になっていた。そして11日目、先場所直接対決を制し、最後まで白鵬を追った照ノ富士と白鵬の大一番が組まれる。ここは白鵬が上手投げで制し、横綱の意地を見せた。続く12日目は稀勢の里が照ノ富士の下手投げに転がされ、2敗勢が消滅。しかしこの日、1敗だった魁聖が敗れると、結びの一番で白鵬が豪栄道の土俵際の首投げで裏返され、2敗に後退。13日目も魁聖は破れ連敗、優勝争いから後退、稀勢の里も日馬富士に敗れ4敗となりこちらも優勝争いから後退した。翌14日目は結びで2敗の白鵬が4敗の稀勢の里に敗れ3敗目を喫した。千秋楽は3敗の照ノ富士が勝ち、白鵬が前述の通り日馬富士に敗れ照ノ富士の初優勝が決まった。